# ميلتون وليام كوبر
ميلتون وليام «بيل» كوبر (بالإنجليزية: Milton William Cooper) (6 مايو 1943 – 6 نوفمبر 2001) هو مقدم إذاعي أمريكي مؤيد لنظرية المؤامرة، ومؤلف لكتاب «انظر الحصان الشاحب»، الدي يحمل في طياته قائمة بالكثير من المؤامرات العالمية بعضها مبتكر مثل ما يتعلق بالكائنات الفضائية. وصف كوبر مرض الإيدز بأنه وباء تم صنعه على يد الإنسان لاستهداف السود واللاتينيين والمثليين وأن علاجه متوفر قبل نشره.

## روابط خارجية
- ميلتون وليام كوبر على موقع IMDb (الإنجليزية)
- ميلتون وليام كوبر على موقع قاعدة بيانات الفيلم (الإنجليزية)